# Tạ Xuân Thu
Thiếu tướng Tạ Xuân Thu (1916-1971) là một tướng lĩnh Quân đội nhân dân Việt Nam, nguyên là Tư lệnh đầu tiên Quân chủng Hải quân.

## Tiểu sử tóm tắt
Tạ Xuân Thu tên thật là Tạ Tiếu; quê xã Tây Giang, huyện Tiền Hải, tỉnh Thái Bình; thụ phong quân hàm Thiếu tướng năm 1961.
- Ông tham gia cách mạng năm 1937, gia nhập Đảng Cộng sản Đông Dương năm 1938.
- Năm 1940, ông bị chính quyền thực dân Pháp bắt giam.
- Tháng 9 năm 1944, ông vượt ngục tham gia Cứu quốc quân ở Chiến khu Việt Bắc rồi nhập ngũ tháng 12 năm 1944.
- Tháng 3 năm 1945, ông chỉ huy một đội của Giải phóng quân đánh chiếm các đồn Chợ Chu, Chiêm Hóa, Sơn Dương và tham gia Ủy ban Giải phóng Hà Tuyên, trực tiếp chỉ huy chiến đấu giải phóng Tuyên Quang.
- Từ tháng 10 năm 1945 đến năm 1950, ông làm Chính trị viên Khu 1, Chính ủy Khu 10, phụ trách Mặt trận Tây tiến kiêm Ủy viên kiểm tra của Quân ủy Trung ương và Thanh tra Quân đội.
- Từ năm 1950 đến năm 1953, ông làm Phái viên quân sự của Chính phủ Việt Nam Dân chủ Cộng hòa sang giúp Chính phủ Lào, trực tiếp chỉ huy bộ đội tình nguyện Việt Nam ở Thượng Lào.
- Từ tháng 11 năm 1953 đến năm 1963, ông làm Chính ủy kiêm Cục trưởng Cục Phòng thủ bờ biển (đơn vị tiền thân của Quân chủng Hải quân).
- Năm 1964, ông làm Tư lệnh đầu tiên Quân chủng Hải quân.
- Từ năm 1965 đến năm 1971, ông làm Chính ủy: Quân chủng Hải quân, Binh chủng Pháo binh, Học viện Quân sự.

Ông là đại biểu Quốc hội Việt Nam khóa I và II.
Ông được Nhà nước Việt Nam tặng thưởng: Huân chương Hồ Chí Minh, Huân chương Quân công hạng nhất, Huân chương Chiến công hạng nhất, Huân chương Chiến thắng hạng nhất và nhiều huân, huy chương khác.